# 鴨祐之
鴨 祐之（かも の すけゆき、1659年〈万治2年〉- 1723年3月5日〈享保8年1月29日〉）は、江戸時代前期から中期の国学者、神職である。本姓は賀茂県主氏。家名は梨木、号は桂斎。

## 経歴・人物
鴨祐永の子として京都に生まれる。若くして下鴨神社（賀茂御祖神社）の禰宜となり、正三位に叙せられた。後に山崎闇斎の門人となり、垂加神道や国学を学ぶ。
1694年（元禄7年）に、下鴨神社の衰退に陥った事を朝廷に申して、16世紀初期から中断していた同神社の「葵祭」の再興に携わり、垂加神道における代表的な神職となった。同時期に和歌古学もよくし、多くの著書を刊行した。没後、西園寺（京都市上京区）に祐之の墓が建てられた。孫に鴨祐為（梨木祐為）がいる。

## 主な著作物
- 『大八洲記』
- 『神代和解』
- 『日本逸史』- 全40巻からなる『日本後紀』の残欠書。